# Ernest Ranglin
Ernest Ranglin (Manchester, 19 juni 1932) is een Jamaicaans gitarist. Hij speelde een belangrijke rol in de ontwikkeling en popularisering van de Jamaicaanse muziek.

## Biografie
In 1948 maakte hij deel uit van het orkest van Val Bennett. In de jaren vijftig werkte Ranglin in Studio One, een opnamestudio in Kingston. Hij verwierf internationale bekendheid toen hij in 1964 naar Londen verhuisde en negen maanden als vaste gitarist in de jazzclub van Ronnie Scott werkte. Hij nam muziek op voor Island Records en werkte onder meer samen met zangeres Millie Small. Zij namen een cover op van het liedje "My Boy Lollipop", een van de bestverkochte skasingles. Het werd een nummer één-hit in Ierland en het bereikte de tweede plaats in de Amerikaanse en Britse hitlijsten. Hierna werkte hij als sessiemuzikant.
In 1973 werd Ranglin opgenomen in de Orde van Uitmuntendheid.
In 2004 werkt hij mee aan het project Two Culture Clash, waarop danceproducers en reggaeartiesten samenwerken. Hij maakt daarvoor het nummer Save Me met Justin Robertson.

## Discografie (selectie)
- Ranglin Roots (1976)
- Ranglypso (1976)
- From Kingston JA to Miami USA (1983)
- Play the Time Away... (1995)
- Below the Bassline (1996)
- Memories of Barber Mack (1997)
- Rocksteady (2004, met Monty Alexander)
- Earth Tones (2005, met Charlie Hunter en Earl "Chinna" Smith)